# Osorska biskupija
Osorska biskupija bila je biskupija sa središtem u Osoru. Osnovana je na solinskoj sinodi 530. godine, a prvi puta se spominje par godina poslije. obuhvaćala je otoke Cres, Lošinj, Unije, Susak, Ilovik te Velike i Male Srakane. Jedan od poznatih biskupa, Lovro, sudjelovao na Drugom nicejskom koncilu, a mnogo je puta biskupija mijenjala nadređenog nadbiskupa da bi na kraju središte biskupije bilo prenijeto u Cres te je 1828. ukinuta i pripojena krčkoj biskupiji. Obnovljena je 1933. kao naslovna biskupija, a trenutni je naslovni biskup Peter Henrici, pomoćni biskup Chura u miru.

## Popis naslovnih biskupa
- Karl Moser (9. srpnja 1969. – 29. rujna 1991.)
- Peter Henrici (4. ožujka 1993. - danas)